# Lola Sánchez
Lola Sánchez Caldentey (Valencia, 1978) es una expolítica española y activista en defensa de los derechos de los animales. Fue diputada de Podemos en el Parlamento Europeo, donde llevó a cabo su actividad política en la Comisión de Desarrollo como Coordinadora del Grupo Confederal de la Izquierda Unitaria Europea / Izquierda Verde Nórdica y miembro de la Comisión de Comercio Internacional. 

## Biografía
Nació el 17 de marzo de 1978 en Valencia, aunque se crio en Cartagena (Murcia). Estudió Ciencias Políticas y Sociología en la Universidad de Granada y en la UNED, donde obtuvo la Licenciatura en el año 2002.
Al finalizar los estudios universitarios, obtuvo el Certificado de Aptitud Pedagógica en la Universidad de Murcia para ejercer como profesora de educación secundaria. Aprobó las oposiciones hasta en dos ocasiones, aunque sin llegar a obtener plaza. Trabajó como profesora Técnica de Formación Profesional en varios institutos de secundaria de la Región de Murcia (Cartagena, San Pedro del Pinatar, La Unión y La Palma). Realizó cursos de posgrado en Español como Lengua Extranjera (UNED, Instituto Cervantes) y Relaciones Institucionales y Protocolo (Universidad de La Rioja).
En 2008 se mudó a Islandia, donde pasó varios meses trabajando en una granja de ovejas. Al comienzo del curso escolar, se trasladó a Reykjavik para iniciar el curso como profesora de español en un colegio de educación primaria islandés.
Al volver en España y tras pasar por diferentes empleos, abrió en Cartagena una tienda de productos de artesanía, que decidió cerrar en 2012. 
En 2013, volvió a emigrar a Houston (Estados Unidos) donde pasó varios meses trabajando de manera irregular. Ante las dificultades para formalizar el visado de trabajo volvió a Cartagena, donde continuó trabajando como camarera hasta las elecciones de 2014 y su incorporación al escaño en Parlamento Europeo.
Después de abandonar la política fijó su residencia en la comarca del Bierzo.

### Activismo político y nacimiento de Podemos
Desde joven Lola Sánchez ha sido activa políticamente, llegando a tener un acercamiento al PSOE durante su época universitaria en Granada, al que estuvo afiliada por unos meses. Participó en la organización de las movilizaciones contra el Gobierno de Aznar, las manifestaciones del Nunca Máis y el No a la Guerra en Cartagena. En 2011, participó en las asambleas locales del movimiento 15-M.
Con la aparición de Podemos en 2014, dio un paso adelante y responde al llamamiento de Pablo Iglesias a secundar el recién nacido partido-movimiento. Unas semanas después de la presentación del partido, convocó la asamblea fundacional del Círculo Podemos Cartagena, desde el que fue avalada e impulsada a presentar su candidatura a las primarias del partido para las elecciones europeas.
En las primarias que supusieron un hito en la democracia española con una participación récord de 33.000 personas, quedó situada en el cuarto puesto de la lista definitiva. En las elecciones europeas de 2014 Podemos consiguió obtener más de 1,2 millones de votos (7.97%) y cinco escaños, por lo que fue elegida eurodiputada.
Recogió el 13 de junio en el Congreso sus credenciales, para lo que eligió la fórmula «Sí, prometo esta Constitución por imperativo legal y como instrumento para devolver la soberanía a los pueblos».
Tras la constitución del Parlamento Europeo, se integró, al igual que los demás eurodiputados de Podemos, en el Grupo Confederal de la Izquierda Unitaria Europea / Izquierda Verde Nórdica.
Criticó a Pablo Iglesias por impedirle ser jefa de Delegación en el Parlamento europeo, a pesar de su mayor veteranía, nombrando en su lugar a Tania González y después a Miguel Urbán; Pablo Iglesias le encargó dos tareas: espiar a Urbán (no lo hizo) y presentarse a las primarias de Podemos en la Región de Murcia contra Óscar Urralburu, que era seguidor de Iñigo Errejón y que después se integró en Más País.

## Actividad política en el Parlamento Europeo
Posteriormente Sánchez desempeñó las funciones de Coordinadora del grupo GUE/NGL para la Comisión de Desarrollo y miembro de la Comisión de Comercio Internacional. 
En sus primeros años su actividad política se centró en la fiscalización de la política comercial de la Unión Europea, destacando por sus numerosas campañas de divulgación y oposición a los tratados de libre comercio de nueva generación como el TTIP o el CETA. 
A principios de 2017 fue designada ponente del informe sobre la Iniciativa Emblemática de la Unión para el Sector Textil en la Comisión de Desarrollo del Parlamento Europeo. 
Tras asumir la redacción de este informe –el primero que encabeza un miembro de Podemos en el Parlamento Europeo–, dedicó sus esfuerzos a la elaboración de una legislación a nivel europeo para garantizar el cumplimiento de los Derechos Humanos en las cadenas de valor del sector textil y establecer un marco de igualdad de oportunidades que proteja a las pymes europeas de la competencia desleal.
En abril de 2017, el pleno del Parlamento Europeo aprobó con un 83% de la cámara a favor el informe de Sánchez Caldentey. Esta resolución exige a la Comisión Europea que elabore una propuesta legislativa, sentando las bases para la futura Directiva que regulará las cadenas de valor del sector textil en materia de debida diligencia.

## Reconocimiento internacional
En los años 2015 y 2016, recibió de manera consecutiva el premio Fair Politician of The Year de la Fundación holandesa Max van der Stoel. 
La distinción otorgada a la eurodiputada más justa reconoce su contribución «a la eficacia de las políticas de desarrollo de la Unión Europea» y a «incrementar la coherencia de la acción exterior de la Unión», por su labor parlamentaria sobre la lucha contra la evasión fiscal, la promoción del comercio justo, la divulgación de la Asociación Transatlántica para el Comercio y la Inversión (TTIP) y la migración.
En marzo de 2018 fue galardonada con el premio Mujer de la década en la Vida Pública por el Women Economic Forum celebrado en La Haya, en reconocimiento a su labor política en favor de los derechos de la mujer y el desarrollo sostenible.
En octubre de 2018, recibió el premio Endo de Oro al Mejor Acompañamiento Político 2018'de la asociación EndoDance, por su trabajo institucional en favor de la divulgación de la endometriosis y el apoyo a las organizaciones de mujeres afectadas por esta enfermedad.